# Ойдонк
Ойдонк (нидерл. Kasteel van Ooidonk) — старинный замок, расположенный к югу от деревни Синт-Мария-Леерн, недалеко от города Дейнзе, в провинции Восточная Фландрия, Бельгия. По своему типу относится к замкам на воде.

## Описание
Замок построен на искусственном острове почти квадратной формы. Внутри имеется просторный двор, обнесённый прямыми стенами с угловыми башнями. Главная резиденция занимает всю северо-восточную часть острова. В замок можно попасть по каменному мосту, переброшенному через ров и ведущему к главному корпусу. В прежние времена мост был подъёмным. Вокруг замка сохранился ухоженный парк. Общая площадь поместья достигает 140 га.

## История

### Ранний период
До XII века на месте нынешнего замка существовала сельскохозяйственная ферма. В начале XIV века здесь уже имелась каменная укреплённая усадьба. Главное здание было окружено рвом наполненным водой. Ранняя крепость служила форпостом и оборонительным сооружением города Гент, для защиты от вражеских вторжений с со стороны реки Лис. Замок стал резиденцией Николааса ван Хендункса, сеньора Невеле. Значительный вклад в модернизацию крепости внёс Жан де Фоссе. В 1381 году замок захватил граф Людовик II Фландрский.
В начале XIV века поместье перешло во владение французской семьи Монморанси. В 1491 году замок оказался разрушен горожанами Гента во время фламандского восстания против императора Священной Римской империи Максимилиана I.

### ЭпохаРенессанса

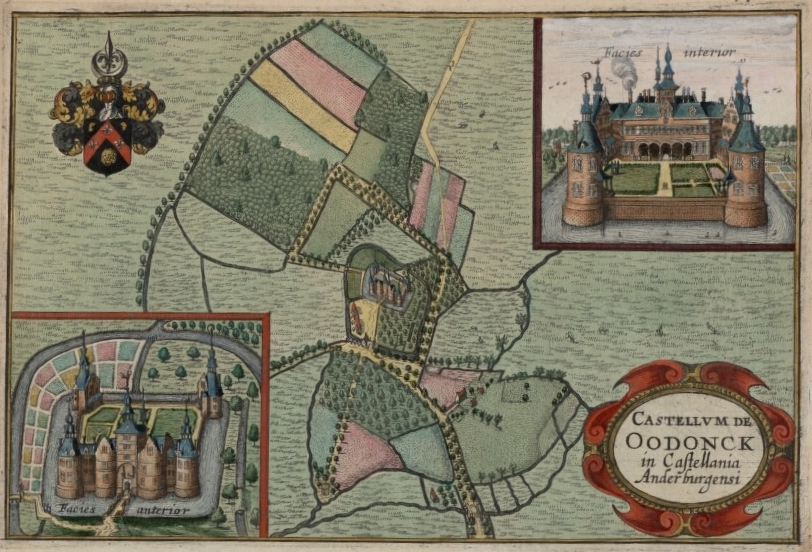
Замок Ойдонк в первой половине XVII века (иллюстрация из Flandria Illustrata, 1641 год)

Во второй половине XVI веке в замке жил Филипп де Монморанси, граф Горн. Хозяином владения он стал в 1568 году по воле испанского короля. Правда, через некоторое время граф вышел из доверия и по приказу монарха был обезглавлен. Это событие привело к мощному восстанию. В 1579 году гентские повстанцы началу войну против власти Филиппа II Испанского и отказались признавать его графом Фландрии. Замок снова был захвачен и разрушен. В 1592 году руины купил Мартин делла Файле. Он восстановил и перестроил прежний замок в стиле архитектуры Ренессанса. В 1595 году замок приобрёл тот вид, который мы почти без изменений можем видеть сегодня. Позднее дочь Мартина делла Файле вышла замуж за представителя семьи Дюбуа, и Ойдонк перешёл во владение этого рода.
В последующие века замок ещё не раз менял владельцев. Его неоднократно расширяли и ремонтировали. Бывшая крепость превратилась в роскошную дворцово-замковую резиденцию.

### XIX век

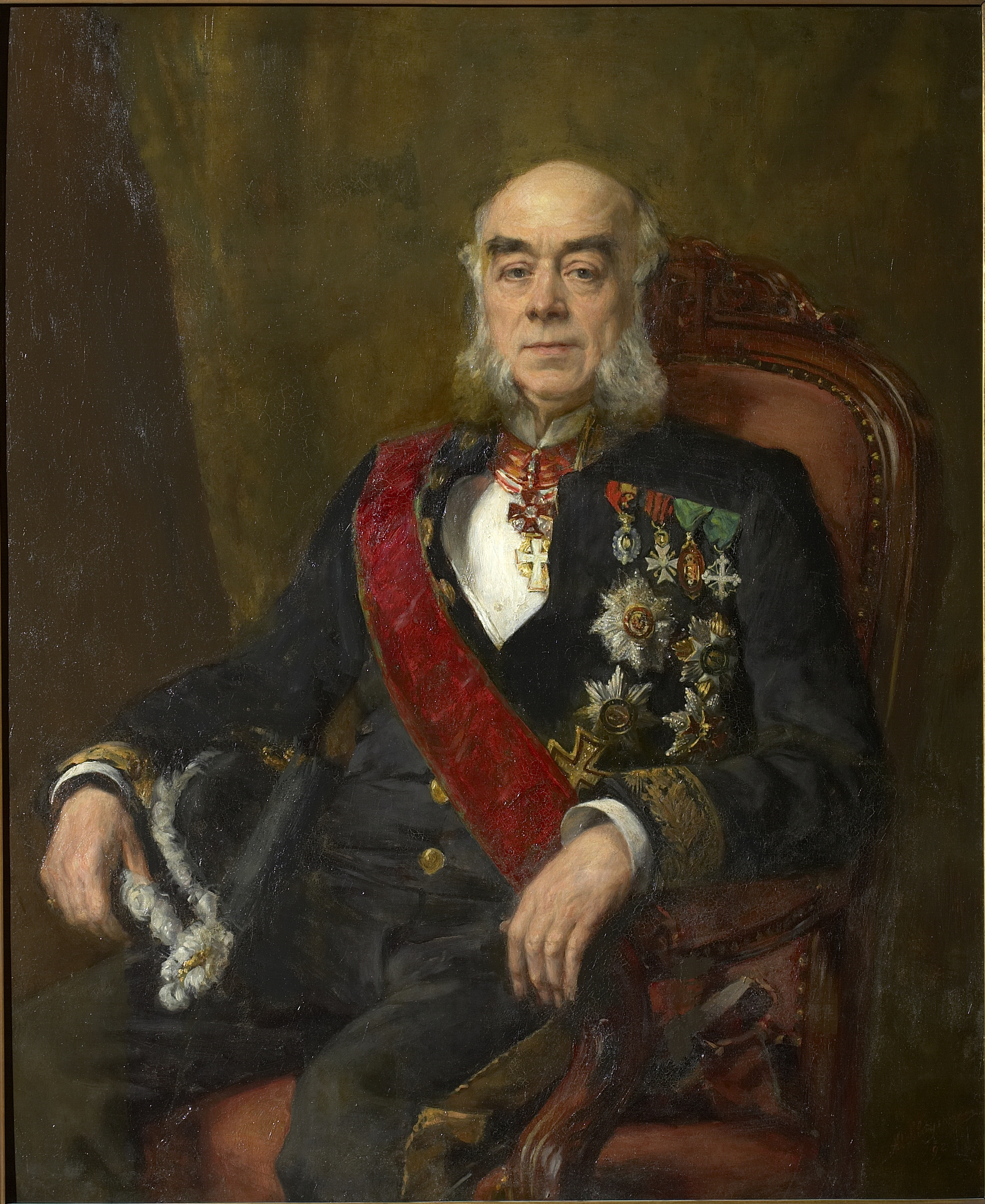
Граф Рооденбеке, Анри т'Кинт де

В 1864 году новым собственником резиденции стал граф Анри т'Кинт де Рооденбеке, купивший имение у прежних владельцев. Он и его потомки реконструировали замок. Основные работы проводились в период с 1864 по 1875 год. При этом тщательно сберегались ключевые элементы фасадов. Комплекс сохранил облик резиденции эпохи Возрождения. Проект реконструкции разработал французский архитектор Клеман Паран (1823—1884). Он же руководил всеми работами. Серьёзной переделке в стиле неофламандского ренессанса подверглись интерьеры. Кроме того, был перепланирован прилегающий к замку сад. Помимо прочего появились также дом смотрителя, кованая ограда с гербом графа и фамильная часовня в неовизантийском стиле.

### XX—XXI века
Анри II т'Кинт де Рооденбеке, а также его сын Хуан т'Кинта де Рооденбеке и внук Анри т’Кинт де Рооденбеке, приложили значительные усилия, чтобы восстановить и обновить замок и парк.
В 1995 году семья устроила торжества по поводу 400-летия замка.
В 1944 году замок был признан памятник архитектуры. В 1980 году этот же статус присвоили некоторым окружающим постройкам. А в 1995 году историческим памятником было признано всё поместье с окрестностями.
С 1958 года замок Ойдонк открыт для посетителей. Как правило, сезон продолжается с 1 апреля по 15 сентября. Замковый парк (Французские сады) можно посещать круглый год. Иногда на территории проводятся выставки под открытым небом.
В июне 2014 года шестой граф Анри т’Кинт де Рооденбеке (Анри III), старший сына покойного графа Хуана т’Кинта де Рооденбеке, отмечал 150-летие присутствия семьи т’Кинт де Рооденбеке в Ойдонке.

## Галерея

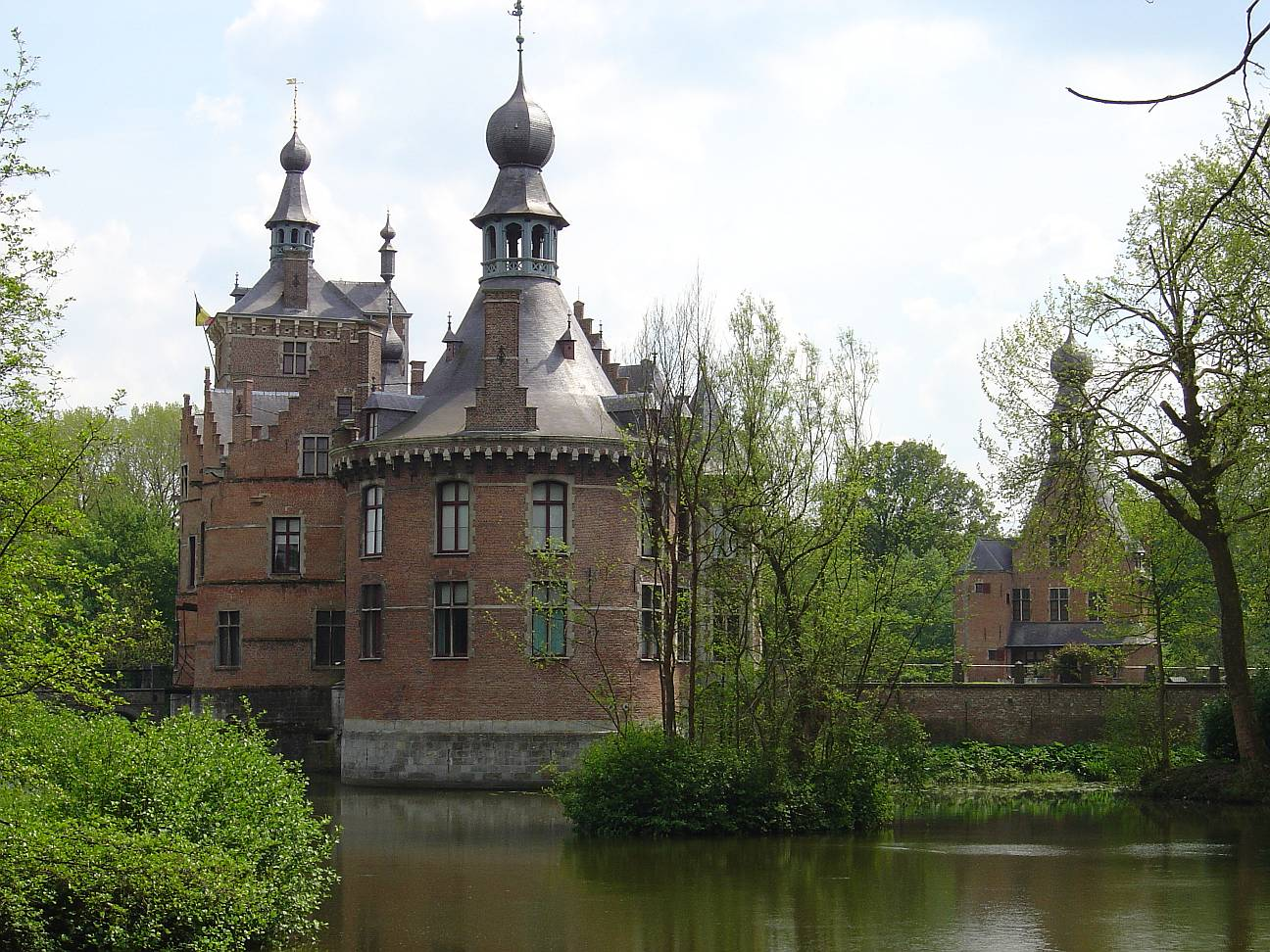
Вид северной замковой башни
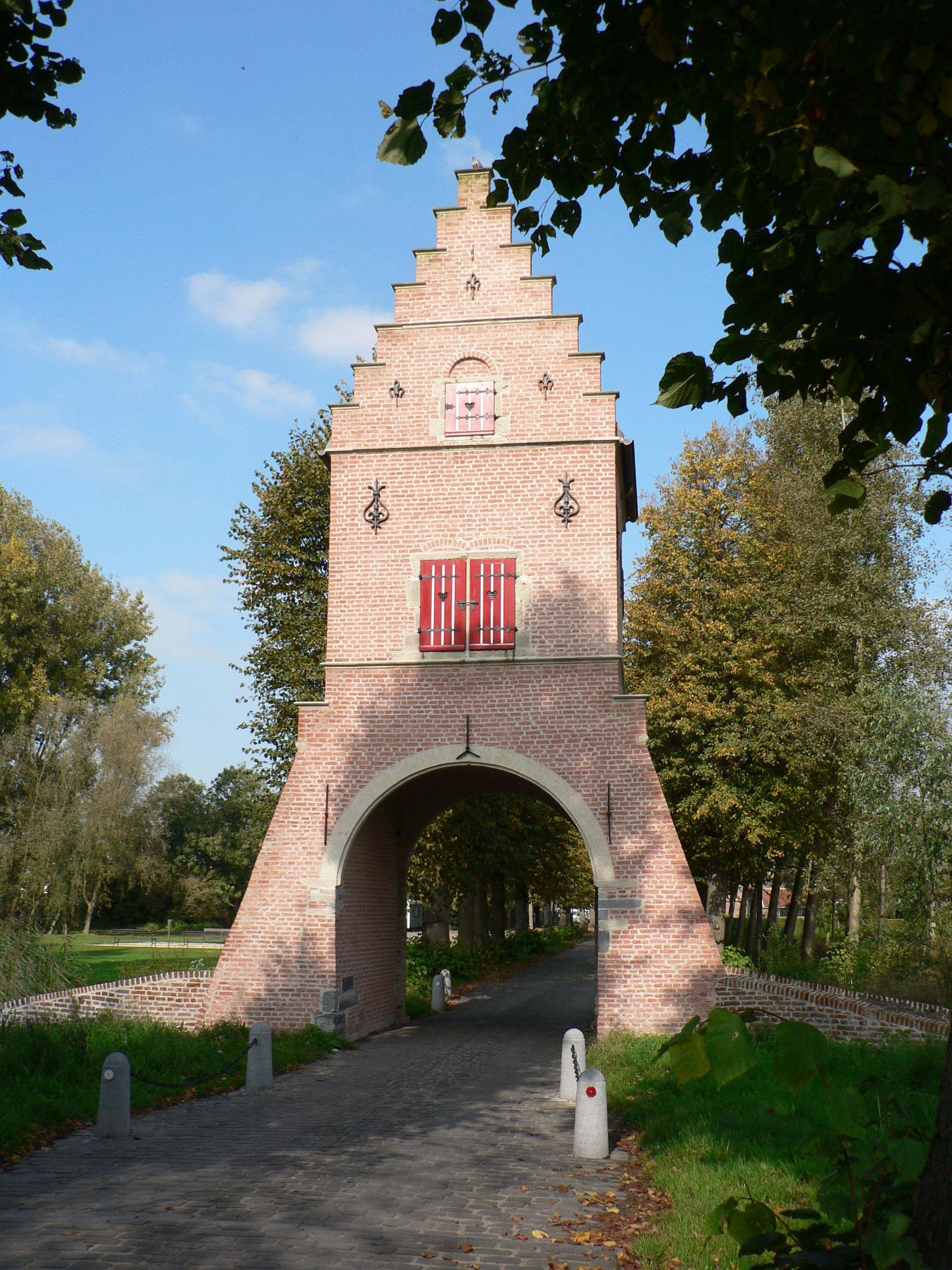
Голубые ворота
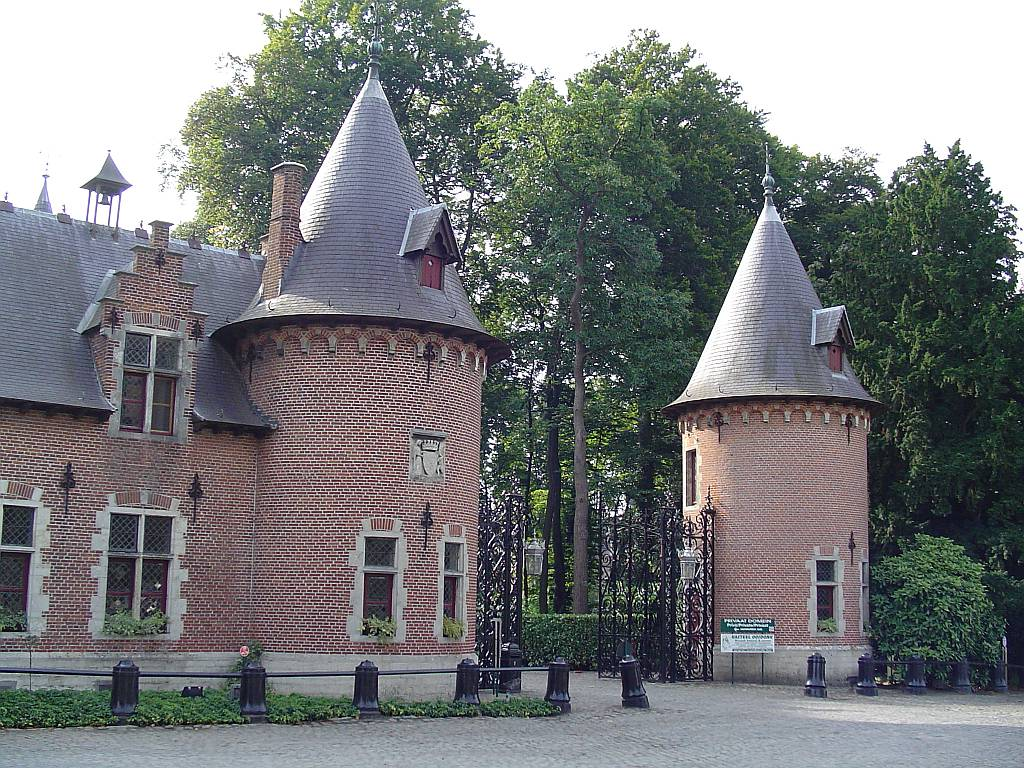
Въездные ворота замкового поместья и сторожка
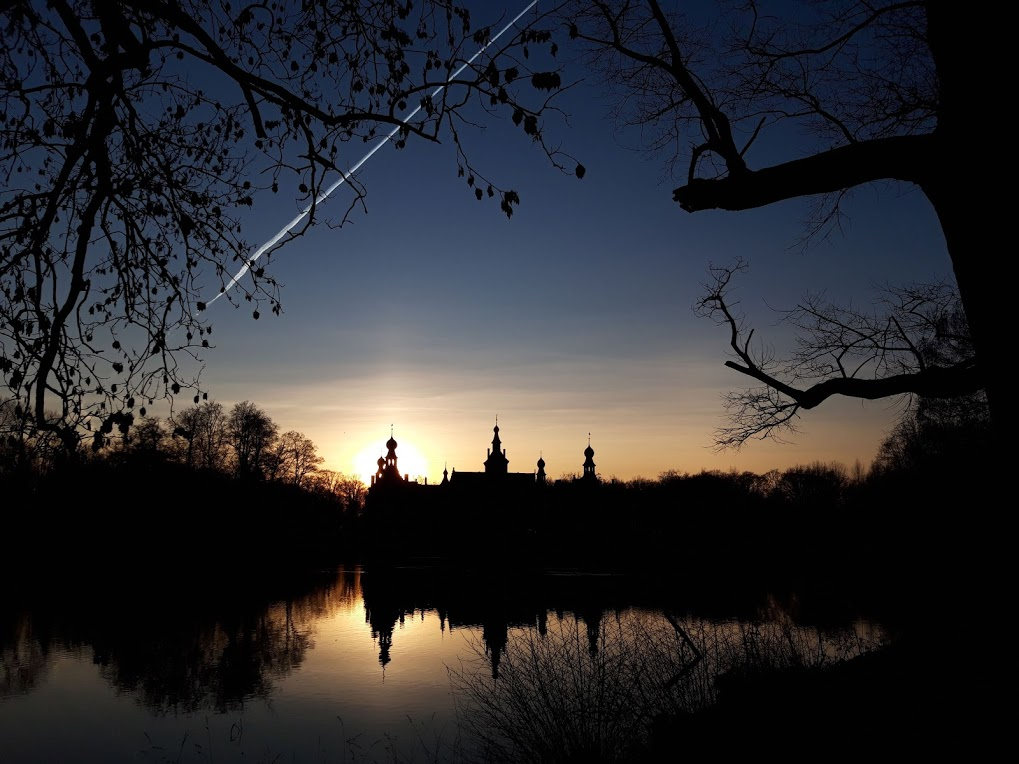
Вид замка в ночное время
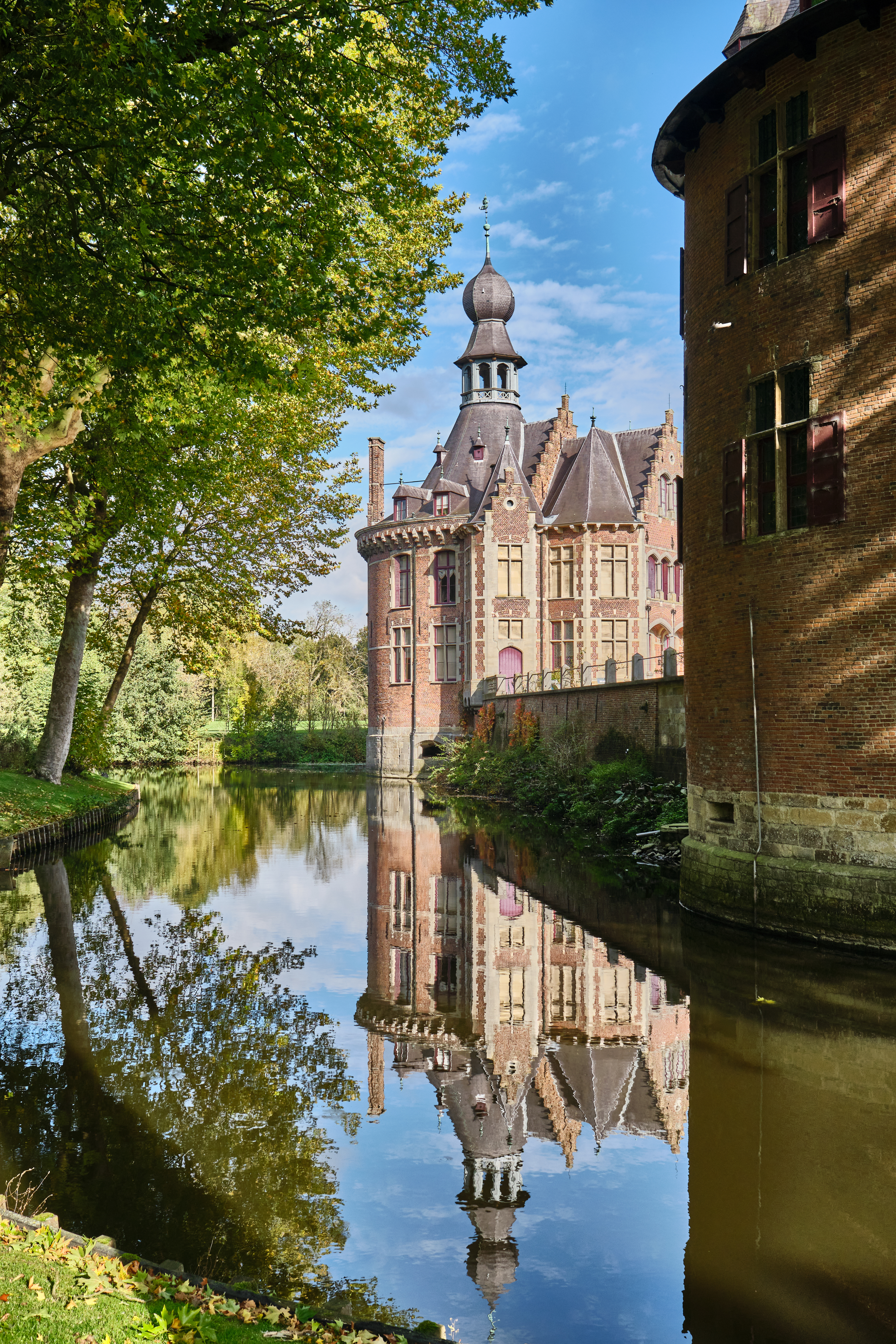
Северо-западная стена замка